# Iwan Markow
Iwan Markow (bulgarisch Иван Марков; * 14. September 1988 in Burgas) ist ein bulgarischer Gewichtheber.
Er gewann bei den Europameisterschaften der Junioren 2004, 2006 und 2007 die Bronzemedaille. Kurz vor den Olympischen Spielen 2008 wurde er bei einer Dopingkontrolle positiv auf Metandienon getestet und für vier Jahre gesperrt. Nach seiner Sperre nahm er an den Olympischen Spielen 2012 teil und erreichte den fünften Platz in der Klasse bis 85 kg. 2013 gewann er sowohl bei den Europa- als auch bei den Weltmeisterschaften die Silbermedaille. Seit Herbst 2012 startete er auch für den SV Germania Obrigheim, mit dem er 2013 Deutscher Mannschaftsmeister wurde. 2014 wurde er Europameister und erneut Vize-Weltmeister. Kurz vor den Europameisterschaften 2015 wurde er wie auch zehn weitere Mitglieder der bulgarischen Nationalmannschaft positiv auf Stanozolol getestet und für 18 Monate gesperrt.